# Chorizagrotis dreuseni
Chorizagrotis dreuseni är en fjärilsart som beskrevs av Otto Staudinger 1857. Chorizagrotis dreuseni ingår i släktet Chorizagrotis och familjen nattflyn. Inga underarter finns listade i Catalogue of Life.